# 秋田県道41号秋田昭和線

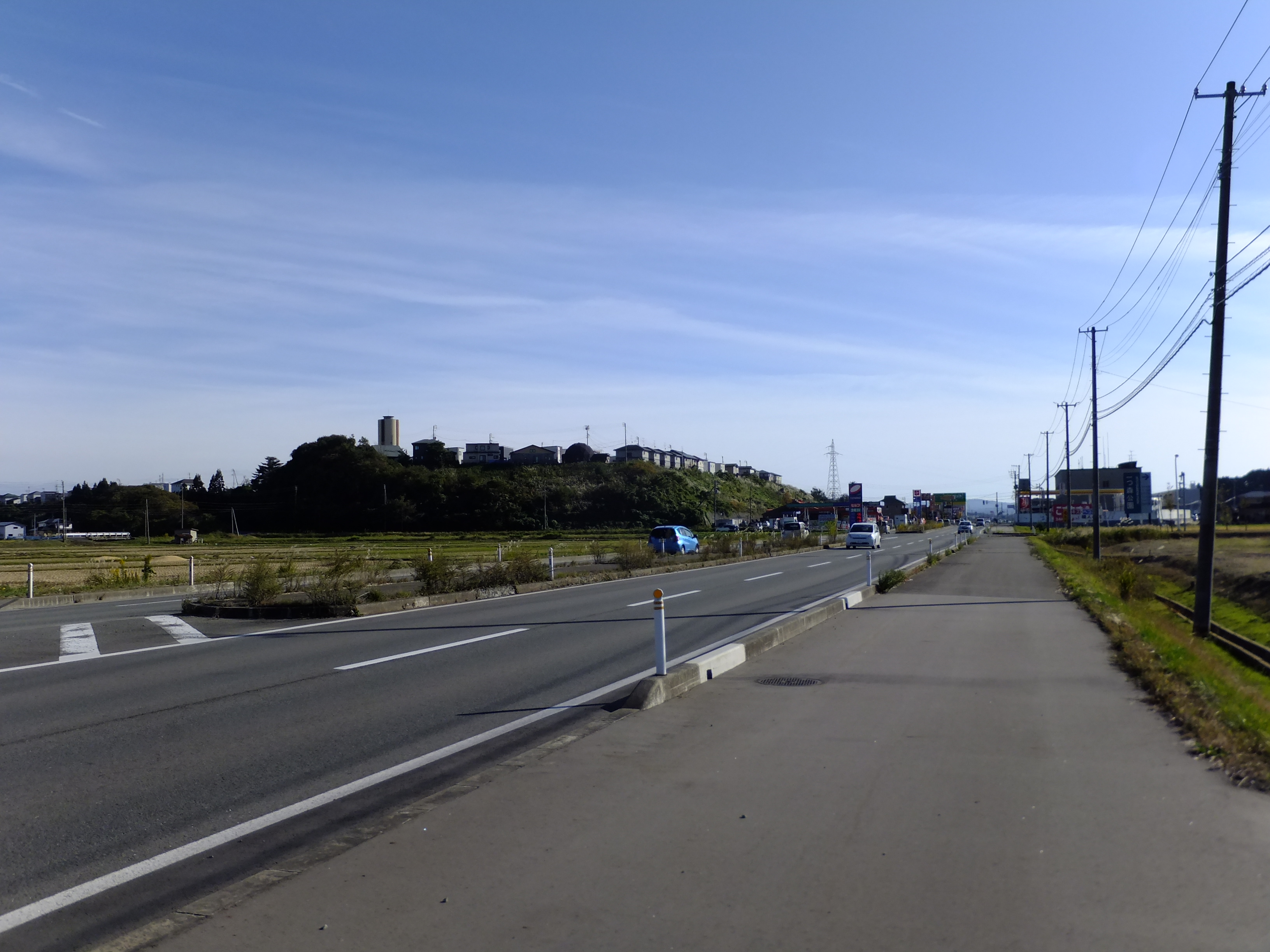
上北手付近にて。画面左の台地上の住宅地は山手台ニュータウン

秋田県道41号秋田昭和線（あきたけんどう41ごう あきたしょうわせん）は、秋田県秋田市から潟上市を結ぶ県道（主要地方道）である。一部が都市計画道路の横山金足線（よこやまかなあしせん）の一部に指定されている。

## 概要
起点の秋田市御所野県道61号交点から分岐北上し、国道13号を横山立体ランプで立体交差して、秋田市中心部の東側を北上する。太平山三吉神社から手形山公園を過ぎると、秋田市添川字地ノ内で県道15号へ合流する。
県道15号交点を右折・北北東へ進路を変え、秋田自動車道の手前（秋田市添川字添川）で県道15号から分岐し左折、秋田自動車道を立体交差するとほぼ北方向へ進み、道川の川沿いを下流に向かって北西方向へ進路を変える。県道231号と交差したあとで、再び秋田自動車道と立体交差をし、終点まで秋田自動車道の西側を並走して昭和男鹿半島IC付近の国道7号の交点に至る。
なお、都市計画道路・横山金足線と当県道の重複区間は、横山立体ランプから秋田市添川字地ノ内・県道15号交点までである。横山金足線は県道15号交点をそのまま直進して、市道（県道41号の旧支線）に連続している。

### 路線データ
- 総延長 : 25.987 km[2]
- 実延長 : 24.880 km[2]
- 起点 : 秋田県秋田市御所野下堤5丁目1番3（秋田県道61号秋田御所野雄和線交点）[3]
- 終点 : 秋田県潟上市昭和八丁目字中の坪1番1（国道7号交点、昭和八丁目交差点）[3]
- 未供用区間 : なし[2]

## 歴史
秋田市添川字地ノ内から直進して連続する市道（都市計画道路・横山金足線）のうち飯島字前田表の県道112号交点までの区間は、2011年（平成23年）6月30日まで当県道の一部（支線）であったが、7月1日から秋田市道に変更された。

### 年表
- 1983年（昭和58年）1月11日 - 秋田県道に認定される[3]。
- 1993年（平成5年）5月11日 - 建設省から、県道秋田昭和線が秋田昭和線として主要地方道に指定される[5]。
- 2005年（平成17年）2月10日 - 秋田市仁井田字川久保8番1地先（横山立体ランプ） - 秋田市上北手百崎字内山11番1地先が供用開始する[6]。
- 2010年（平成22年）2月5日 - 支線全線（秋田市添川字地ノ内・県道15号交点 - 秋田市飯島字前田表・県道112号交点）が開通する。
- 2011年（平成23年）7月1日 - 支線全線が県道の認定を解除され、市道に変更になる[4]。

## 路線状況

### 重複区間
- 秋田県道15号秋田八郎潟線（秋田市添川字地ノ内・交点 - 秋田市添川字添川・交点）、1.1 km[2]

### 冬期閉鎖区間
- なし[7]

### 交通不能区間
- なし[8]

### 道路施設
- 手形山トンネル
- 昭和男鹿半島IC - 秋田自動車道（終点から国道7号経由）

## 地理

### 交差する道路
| 施設名                                   | 接続路線名                                      | 備考           | 所在地                                                        |
| ---------------------------------------- | ----------------------------------------------- | -------------- | ------------------------------------------------------------- |
|                                          | 秋田県道61号秋田御所野雄和線                    | 起点           | 秋田市御所野下堤                                              |
| 横山立体ランプ                           | 国道13号 （=重複 国道46号）                     | 横山金足線起点 | 秋田市仁井田字川久保北緯39度40分31.25秒 東経140度9分4.94秒    |
| 城東十字路                               | 秋田県道62号秋田北野田線 秋田駅東中央線         |                | 秋田市広面字樋ノ沖北緯39度43分4秒 東経140度8分54.59秒         |
|                                          | 秋田県道28号秋田岩見船岡線                      |                | 秋田市広面字堤敷北緯39度43分34.14秒 東経140度8分52.26秒       |
|                                          | 秋田県道15号秋田八郎潟線 横山金足線（秋田市道） |                | 秋田市添川字地ノ内北緯39度44分45.39秒 東経140度7分53.43秒     |
| この間は、秋田県道15号秋田八郎潟線と重複 |                                                 |                |                                                               |
|                                          | 秋田県道15号秋田八郎潟線                        |                | 秋田市添川字添川北緯39度45分14.9秒 東経140度8分15.6秒         |
|                                          | 秋田県道231号上新城土崎港線                     |                | 秋田市上新城中字川端北緯39度47分29.26秒 東経140度6分41.89秒   |
| 金足片田交差点                           | 秋田県道112号久保秋田線                         |                | 秋田市金足片田字鴪坂北緯39度48分56.56秒 東経140度5分12.06秒   |
|                                          | 秋田県道124号高岡追分線                         | 県道124号起点  | 秋田市金足高岡字稲荷林北緯39度49分35.52秒 東経140度4分38.42秒 |
| 昭和八丁目交差点                         | 国道7号 （=国道101号・国道285号 重複）          | 終点           | 潟上市昭和八丁目字中の坪                                      |

### 沿線の主な施設
- 御所野総合公園
- イオンモール秋田
- 秋田赤十字病院
- 一つ森公園
- ノースアジア大学（県道62号経由）
- 秋田大学医学部附属病院
- 広面ショッピングセンター
- 手形山公園
- 旧奈良家住宅（県道124号経由）

## 都市計画道路
横山金足線（よこやまかなあしせん）は、秋田市仁井田字川久保から秋田市金足下刈に至る都市計画道路の路線名である。県道41号の一部区間を含んでいる。
秋田市金足小泉字潟向（県道124号交点）から終点（国道7号交点）までが未着手で、供用済み区間の終点で県道124号にそのまま連続して国道7号に接続する。

### 路線データ
- 延長 : 19.5 km[9]
- 起点 : 秋田市仁井田字川久保（横山立体ランプ）
- 終点 : 秋田市金足下刈（国道7号交点）
- 未着手区間 : 秋田市金足小泉字潟向（秋田県道124号高岡追分線交点）[9] - 終点

### 年表
- 1966年（昭和41年）12月7日 - 都市計画が決定される[10]。
- 1979年（昭和54年） - 事業着手[9]。
- 1983年（昭和58年）1月11日 - 秋田市仁井田字川久保（横山立体） - 県道112号交点間が秋田県道41号に認定される。
- 2002年（平成14年）7月5日 - 秋田市濁川字後田 - 秋田市外旭川字大堤間が供用を開始する[11]。
- 2003年（平成15年）12月16日 - 秋田市添川字地ノ内 - 秋田市濁川字後田が供用を開始する[12]。
- 2004年（平成16年）6月2日 - 秋田市外旭川字大堤 - 県道72号交点間が供用を開始する[13]。
- 2010年（平成22年）2月5日 - 県道231号交点 - 県道112号交点間が供用を開始し[14]全線が開通する。
- 2011年（平成23年）7月1日 - 県道41号の支線全線（県道15号交点 - 県道112号交点）が県道の認定を解除され、市道に変更になる[4]。

### 路線状況

#### 通称
- 横金（よこかな）、または金横（かなよこ）

#### 重複区間
- 秋田県道41号秋田昭和線（秋田市仁井田字川久保・横山立体ランプ - 秋田市添川字地ノ内・県道15号交点）
- 秋田市道（秋田市添川字地ノ内・県道15号交点 - 秋田市金足小泉字潟向・県道124号交点）
  - 【再掲】元県道41号支線・認定区間[4]（秋田市添川字地ノ内・県道15号交点 - 秋田市飯島字前田表・県道112号交点）

### 地理

#### 交差する道路
| 施設名               | 接続路線名                             | 備考                   | 所在地                                                      |
| -------------------- | -------------------------------------- | ---------------------- | ----------------------------------------------------------- |
| 横山立体ランプ       | 国道13号 （=重複 国道46号）            | 起点                   | 秋田市仁井田字川久保                                        |
| 〈県道41号区間省略〉 |                                        |                        |                                                             |
|                      | 秋田県道15号秋田八郎潟線               |                        | 秋田市添川字地ノ内                                          |
|                      | 秋田県道72号秋田北インター線           |                        | 秋田市外旭川字小谷地                                        |
|                      | 秋田県道231号上新城土崎港線            |                        | 秋田市飯島長野本町                                          |
|                      | 秋田県道112号久保秋田線                | （旧県道41号支線終点） | 秋田市飯島字前田表                                          |
|                      | 秋田県道124号高岡追分線                | 供用済みの終点         | 秋田市金足小泉字潟向北緯39度48分54.84秒 東経140度3分42.73秒 |
|                      | 国道7号 （=重複 国道101号・国道285号） | 終点                   | 秋田市金足下刈北緯39度49分45.2秒 東経140度3分16.4秒         |

#### 沿線の主な施設
- 秋田温泉
- 秋田厚生医療センター
- 陸上自衛隊秋田駐屯地
- 秋田県立金足農業高等学校
- 秋田県立博物館